# Byron Kelleher
Byron Terrance Kelleher (Dunedin, 3 dicembre 1976) è un ex rugbista a 15 neozelandese, già mediano di mischia e 57 volte internazionale con gli All Blacks.

## Biografia
L'esordio di Kelleher nel campionato nazionale provinciale neozelandese risale al 1997 con la maglia della provincia di Otago; l'anno successivo debuttò anche nel Super 12 con la relativa franchise, gli Highlanders e vinse il campionato provinciale con Otago.
Nel 1999 debuttò con gli All Blacks a North Shore City contro Samoa e poche settimane più tardi prese parte al suo primo Tri Nation; dopo un ulteriore test match debuttò nella Coppa del Mondo di rugby 1999 in Galles, disputandovi quattro incontri.
Partecipò anche alla Coppa del Mondo di rugby 2003 in Australia, dove la Nuova Zelanda giunse fino al terzo posto, dopodiché si trasferì da Otago a Waikato e alla relativa franchise degli Chiefs in cui militò fino al 2007; anche con Waikato Kelleher si aggiudicò un titolo nazionale.
A marzo del 2007, sei mesi prima della Coppa del Mondo che segnò la fine della sua carriera internazionale, Kelleher firmò un contratto biennale con il club francese dell'Agen, ma l'inattesa retrocessione del club in Pro D2 indusse il giocatore a rescindere il contratto e impegnarsi per analogo periodo con il Tolosa.
Nel suo nuovo club vinse due campionati nel suo primo e ultimo dei suoi quattro anni di permanenza, inframmezzati dalla conquista di una Heineken Cup nel 2010; nel 2011 la dirigenza del Tolosa comunicò a Kelleher che questi non rientrava nei piani della stagione successiva e non gli rinnovò il contratto, e il giocatore si accasò con un contratto biennale allo Stade français di Parigi; prima ancora della fine della stagione 2011-12, tuttavia, lasciò il club rescindendo l'accordo; pur non avendo dichiarato il ritiro, è inattivo da allora.
Pochi mesi più tardi la principessa di Monaco, la sudafricana Charlène Wittstock, ex atleta e madrina del club monegasco di rugby, disciplina della quale è appassionata, ha designato Kelleher responsabile delle attività di promozione del rugby della Fondazione "Principessa Charlène di Monaco"; un anno prima Kelleher era stato invitato alla cerimonia di matrimonio della Wittstock con il principe Alberto.
Tra il 2010 e il 2011 Kelleher fu invitato dai Barbarians per diversi incontri, e nello stesso periodo ricevette un invito anche dai Barbarian francesi, che festeggiavano il loro trentennale, a disputare un incontro con un XV di Tonga a Grenoble.

## Palmarès
- National Provincial Championship: 2
Otago: 1998
Waikato 2006
- Campionati francesi: 2
Tolosa: 2007-08, 2010-11
- Heineken Cup: 1
Tolosa: 2009-10